# Bachya ben Josef ibn Paquda
Bahya ben Joseph ibn Paquda, Hebreeuws: בחיי אבן פקודה , (geboren 1050 – gestorven 1120) was een Joodse filosoof en rabbijn die leefde in Zaragoza, Al-Andalus (nu Spanje). Hij wordt ook aangeduid als Rabbeinu Behaye/Bachya.
De Chovot HaLevavot werd een populair boek onder de Joden over de hele wereld. Delen ervan werden voorgedragen tijdens de dagen voor Rosj Hasjana, het Joodse Nieuwjaar. 
Zie ook: Oosterse filosofie · Antieke filosofie · Moderne filosofie · Postmoderne filosofie · Portaal filosofie